# Volteroda
Volteroda is een nederzetting in de Duitse gemeente Treffurt in het Wartburgkreis in Thüringen. De plaats werd in 1973 bij Schnellmannshausen gevoegd, dat zelf in 1993 bij Treffurt werd gevoegd. 
Falken · Großburschla · Hattengehau · Ifta · Schnellmannshausen · Schrapfendorf · Treffurt · Volteroda · Wolfmannsgehau